# Octafluorcyclobutaan
Octafluorcyclobutaan of perfluorcyclobutaan is een cyclische fluorkoolstofverbinding met als brutoformule C4F8. Het is verwant met cyclobutaan, waarbij alle acht waterstofatomen zijn vervangen door fluoratomen. Bij normale druk en temperatuur is het een gas. Het heeft geen ozonafbrekend vermogen, maar wel een hoog aardopwarmingsvermogen.

## Synthese
Octafluorcyclobutaan is een nevenproduct tijdens de productie van tetrafluoretheen door middel van pyrolyse van chloordifluormethaan (CF2HCl). Het wordt ook bereid door de cyclodimerisatie van tetrafluoretheen:
{\displaystyle \mathrm {2\ F_{2}C{=}CF_{2}\ \longrightarrow \ C_{4}F_{8}} }
In de variant hierop wordt octafluorcyclobutaan samen met hexafluorpropeen in hetzelfde proces gevormd.

## Toepassingen
Octafluorcyclobutaan werd gebruikt als drijfgas voor bepaalde voedingsmiddelen, zoals spuitroom, in spuitbussen. Het is niet toxisch, niet ontvlambaar, bestand tegen hydrolyse en het tast de smaak van de stoffen niet aan. Het E-nummer in de Codex Alimentarius was E946. Octafluorcyclobutaan is echter niet meer opgenomen in de huidige Codex Alimentarius. Het is evenmin toegelaten in de Europese Unie.
Verder kan het gebruikt worden in het fabricageproces van geïntegreerde schakelingen voor het plasma-etsen en reinigen van het oppervlak van halfgeleidermateriaal. Het kan ook gebruikt worden als koudemiddel of blusmiddel.